# Oom Dagobert, avonturen van een Steenrijke Eend
Oom Dagobert, avonturen van een steenrijke eend is een Nederlandse stripreeks waarin steeds een paar eerder verschenen verhalen over het personage Dagobert Duck in een album zijn gebundeld.

## Inhoud van de serie
De serie bevat vaak lange verhalen van Carl Barks, waarin Dagobert Duck, samen met zijn neef Donald Duck en zijn achterneefjes Kwik, Kwek en Kwak avonturen beleeft door op reis te gaan naar allerlei exotische streken, om bijvoorbeeld een schat te zoeken of om een mysterie op te lossen. De serie is hierdoor anders van karakter dan De beste verhalen van Donald Duck, waarin voornamelijk korte verhalen met alleen Donald Duck en Kwik, Kwek en Kwak in de hoofdrol staan.

## Indeling van de serie
De serie liep van 1977 t/m 2006. Tot en met album 30 waren dit uitsluitend verhalen van Carl Barks. Naderhand werd de verkoop van de eerste dertig delen stopgezet en werden alle verhalen uit deze delen geherpubliceerd in de De beste verhalen van Donald Duck-reeks van Carl Barks. De albums 31 t/m 52 bevatten stripverhalen van andere tekenaars. In album 53 t/m 74 staan verhalen van Keno Don Rosa, waarvan de albums 53 t/m 59, 67 en 68 het levensverhaal van Oom Dagobert bevatten (episode 1 t/m 9). Album 75 was het laatste album. De verhalen in dit album zijn getekend door Vicar.

## Verschenen albums
De onderstaande lijsten geven alle albums weer die tussen 1977 en 2006 zijn verschenen. De albums zijn gerubriceerd naar categorie. De delen 67 en 68 staan in de lijst met het levensverhaal van Oom Dagobert.

## Censuur
De Tempelschatten van Gaos, functie in kwestie 35, werd gecensureerd in de Verenigde Staten als gevolg van verschillende afbeeldingen van naaktheid (Oom Dagobert gebruikt Kwik en Kwek's truien als fakkels in een Egyptische piramide en gebruikt al snel zijn eigen jas als een fakkel), vervangen met hemdjes, hoewel de naaktheid ongecensureerd is in de meeste andere landen. En ook in Oom Dagobert 73 Terug naar de verboden vallei wordt geen censuur gebruikt als Donald geen kleren aan heeft. Hij wordt in deze strip ontvoerd door een dino die zijn kleren weggooit.